# Hermann Magerl
Hermann Magerl (ur. 13 stycznia 1949 w Obertraubling) – niemiecki lekkoatleta, skoczek wzwyż, olimpijczyk z 1972.
Reprezentował Republikę Federalną Niemiec. Zakwalifikował się do reprezentacji RFN na mistrzostwa Europy w 1969 w Atenach, lecz nie wystąpił w nich wskutek bojkotu tych zawodów przez RFN. Reprezentował RFN w finale Pucharu Europy w 1970, gdzie zajął 6. miejsce w skoku wzwyż. Startował w tej konkurencji na mistrzostwach Europy w 1971 w Helsinkach, gdzie zajął w finale 12. miejsce
Największy sukces sportowy odniósł na igrzyskach olimpijskich w 1972 w Monachium, gdzie zajął 4. miejsce w finale skoku wzwyż z wynikiem 2,18 m.
W 1972 trzykrotnie poprawiał rekord RFN w tej konkurencji, doprowadzając go do wyniku 2,24 m (16 września 1972 w Hamm).
Był mistrzem RFN w skoku wzwyż w 1970 i 1972, wicemistrzem  w 1969 i brązowym medalistą w 1971, a także wicemistrzem w hali w 1970. Był również mistrzem RFN juniorów w 1969.
Ukończył studia medyczne. Praktykuje jako lekarz medycyny ogólnej, medycyny sportowej, homeopatii i chiropraktyki.